# Samir Mastiev
Samir Okumali ogly Mastiev (in russo Самир Окумали оглы Мастиев?; 13 gennaio 1993) è un combinatista nordico russo.

## Biografia
Originario di Ekaterinburg e attivo in gare FIS dal gennaio del 2012, ha esordito in Coppa del Mondo il 4 gennaio 2014 a Čajkovskij (35º) e ai Campionati mondiali a Lahti 2017, dove si è classificato 43º nel trampolino normale, 35º nel trampolino lungo, 10º nella gara a squadre e 13º nella sprint a squadre; ai Mondiali di Seefeld in Tirol 2019 si è piazzato 12º nella sprint a squadre, mentre a quelli di Oberstdorf 2021 è stato 44º nel trampolino lungo, 10º nella gara a squadre, 13º nella sprint a squadre ed è stato squalificato nel trampolino normale. L'anno dopo ai XXIV Giochi olimpici invernali di Pechino 2022, suo esordio olimpico, si è piazzato 40º nel trampolino normale e 46º nel trampolino lungo.

## Palmarès

### Coppa del Mondo
- Miglior piazzamento in classifica generale: 60º nel 2019